# Eric Burdon Declares "War"
Eric Burdon Declares "War" è un album in studio del gruppo musicale War, pubblicato nel 1970 a nome Eric Burdon and War.

## Tracce
Testi e musiche di Papa Dee Allen, Harold Brown, Eric Burdon, B.B. Dickerson, Lonnie Jordan, Charles Miller, Lee Oskar e Howard E. Scott eccetto dove indicato.

### Side 1
1. The Vision of Rassan - 7:40
  1. Dedication – 2:33
  2. Roll on Kirk – 5:07
2. Tobacco Road - 14:24
  1. Tobacco Road (John D. Loudermilk) – 3:47
  2. I Have a Dream – 6:39
  3. Tobacco Road (Loudermilk) – 3:58

### Side 2
1. Spill the Wine – 4:38
2. Blues for Memphis Slim - 13:08
  1. Birth – 1:31
  2. Mother Earth (Peter Chatman) – 2:46
  3. Mr. Charlie – 3:05
  4. Danish Pastry – 3:18
  5. Mother Earth (Chatman) – 2:28
3. You're No Stranger (Thomas C Carter) – 1:55

## Formazione
- Eric Burdon – voce
- Lee Oskar – armonica
- Charles Miller – sassofono tenore, flauto
- Howard Scott – chitarra, cori
- Lonnie Jordan – organo, piano
- Bee Bee Dickerson – basso, cori
- Harold Brown – batteria
- Dee Allen – conga, percussioni